# Südlicher Adlerkuppenbach
Der Südliche Adlerkuppenbach ist ein Nebenfluss der Mur und gehört damit zum Flusssystem der Donau. Er entspringt nördlich von Flatschach und mündet im Flatschacher Graben in den Flatschacherbach, der sich später mit dem Rattenbergerbach zum Linderbach vereinigt.